# Nessonvaux
 (octobre 2020).
Si vous disposez d'ouvrages ou d'articles de référence ou si vous connaissez des sites web de qualité traitant du thème abordé ici, merci de compléter l'article en donnant les références utiles à sa vérifiabilité et en les liant à la section « Notes et références ».
Nessonvaux (en wallon Nessonvå) est une section de la commune belge de Trooz située en Wallonie dans la province de Liège, en bordure de la Vesdre et du Pays de Herve. C'était une commune à part entière avant la fusion des communes de 1977.

## Évolution démographique
- Sources : INS, Rem. : 1831 jusqu'en 1970 = recensements, 1976 = nombre d'habitants au 31 décembre.

## Histoire
Peu après 1830, apparaît le canon de fusil à ruban enroulé et damassé (ancêtre du canon Damas). Une pauvre famille protestante de Nessonvaux émigrée aux États-Unis, les Riga, emporte quelques canons dans ses bagages. Elle fait fortune en commandant plus de 25 000 canons Damas par an pendant la guerre de sécession de 1861 et 1865. Quasiment tous les moulins à farines sont reconvertis en usine à canons par les Heuse, et des dizaines de petites forges s’installent autour des marteaux de forge appelés des makas. La vallée est complètement transformée et devient un vrai village.
C'est surtout pour l’usine d'automobiles Impéria que la localité est connue dans l'histoire industrielle belge.

## Sports et vie associative

### Sports
Le club de football « R. Wallonia FC Nessonvaux-Fraipont », qui a évolué en P2, a existé de 1934 à 2010, année de la fusion avec le R. Prayon FC, pour former le FC Trooz.